# BLOC1S1
BLOC1S1 (англ. Biogenesis of lysosomal organelles complex 1 subunit 1) – білок, який кодується однойменним геном, розташованим у людей на короткому плечі 12-ї хромосоми. Довжина поліпептидного ланцюга білка становить 153 амінокислот, а молекулярна маса — 17 263.
| 10         |  | 20         |  | 30         |  | 40         |  | 50         |
| ---------- |  | ---------- |  | ---------- |  | ---------- |  | ---------- |
| MAPGSRGERS |  | SFRSRRGPGV |  | PSPQPDVTML |  | SRLLKEHQAK |  | QNERKELQEK |
| RRREAITAAT |  | CLTEALVDHL |  | NVGVAQAYMN |  | QRKLDHEVKT |  | LQVQAAQFAK |
| QTGQWIGMVE |  | NFNQALKEIG |  | DVENWARSIE |  | LDMRTIATAL |  | EYVYKGQLQS |
| APS        |  |            |  |            |  |            |  |            |

A: Аланін

C: Цистеїн

D: Аспарагінова кислота

E: Глутамінова кислота

F: Фенілаланін

G: Гліцин

H: Гістидин

I: Ізолейцин

K: Лізин

L: Лейцин

M: Метіонін

N: Аспарагін

P: Пролін

Q: Глутамін

R: Аргінін

S: Серин

T: Треонін

V: Валін

W: Триптофан

Локалізований у цитоплазмі, мембрані, мітохондрії, лізосомі.